# Michael Jeffery (menedżer)
Michael Jeffery (ur. w marcu 1933, zmarł 5 marca 1973) – menedżer amerykańskiego gitarzysty i wokalisty Jimiego Hendrixa. 
Michael Jeffery jest podejrzany o morderstwo Jimiego Hendrixa aby otrzymać 2 mln dolarów (1,2 mln funtów) z wypłaty ubezpieczenia na życie artysty. Doktor John Bannister, jeden z lekarzy ratujących Hendrixa w reakcji na wydanie książki Wrighta powiedział, że morderstwo jest możliwe.
Zmarł 5 marca 1973 roku w katastrofie lotniczej w Nantes we Francji.